# Distrito de Kőszeg
El distrito de Kőszeg (húngaro: Kőszegi járás) es un distrito húngaro perteneciente al condado de Vas.
En 2013 tiene 25 473 habitantes. Su capital es Kőszeg.

## Municipios
El distrito tiene 3 ciudades (en negrita) y 18 pueblos
(población a 1 de enero de 2013):
- Bozsok (343)
- Bük (3454)
- Cák (285)
- Csepreg (3275)
- Gyöngyösfalu (1144)
- Horvátzsidány (808)
- Iklanberény (46)
- Kiszsidány (87)
- Kőszeg (11 628) – la capital
- Kőszegdoroszló (243)
- Kőszegpaty (208)
- Kőszegszerdahely (459)
- Lócs (128)
- Lukácsháza (1055)
- Nemescsó (283)
- Ólmod (101)
- Peresznye (841)
- Pusztacsó (149)
- Tormásliget (317)
- Tömörd (282)
- Velem (337)